# Igreja Reformada Unificada na África Austral
A Igreja Reformada Unificada da África Austral ou Igreja Reformada Unida da África Austral (IRUAA) - em africâner Verenigende Gereformeerde Kerk in Suider Afrika, abreviado como VGKSA - é uma denominação cristã reformada fundada em 1994, na África do Sul, pela fusão da Igreja da Missão Reformada Holandesa e a maior parte da Igreja Reformada Holandesa na África (NGKA).

## História

### Igreja da Missão Reformada Holandesa
A Igreja Reformada Neerlandesa (NGK) foi estabelecida na África do Sul, em 1652, por imigrantes holandeses. 
A partir do crescimento da denominação entre os negros africanos, diversos conflitos raciais afetaram a denominação. 
Sendo assim, em 1880, a denominação decidiu formar uma denominação filha, separada, para os membros negros. 
Esta denominação foi estabelecida em 1881, com o nome de "Igreja da Missão Reformada Holandesa" (IMRH).

### Igreja Reformada Holandesa da África (NGKA)
Em 1963, o Sínodo do Estado Livre de Orange, o Sínodo de Phororo e o Sínodo do Transvaal Norte e Sul, anteriormente separados da Igreja Reformada Neerlandesa (NGK), decidiram se unir para formar Igreja Reformada Holandesa na África (NGKA) (IRHA) - em africâner Nederduitse Gereformeerde Kerk in Afrika, abreviado como NGKA.

### Fusão
Em 1994, a maior parte da IRHA se uniu à Igreja da Missão Reformada Holandesa, para formar a atual Igreja Reformada Unificada na África Austral (IRUAA). Uma pequena minoria das igrejas da IHRA optou por não ingressar na união, mantendo esta denominação existente.

### Estatísticas
Em 2004, foi estimado que a denominação tivesse 1.227.345 membros, em 694 igreja. Em 2005, foi estimado que a denominação tinha, na verdade, 500.497 membros, em 740 igrejas.

Em 2019, a igreja estimou ter cerca de 900.000 membros, 783 congregações, 90 presbitérios e sete sínodos regionais distribuídos por toda a África Austral.

## Doutrina
A denominação admite a ordenação de mulheres e subscreve o Credo dos Apóstolos, Credo de Atanásio, Credo Niceno, Cânones de Dort, Catecismo de Heidelberg, Segunda Confissão Helvética e a Confissão de Belhar.
A partir de 2018, a denominação passou a permitir a celebração de casamento entre pessoas do mesmo sexo e a poligamia.

## Relações Intereclesiásticas
A IRUAA é membro da  Comunhão Mundial das Igrejas Reformadas.